# Domingo Gómez-Acedo
Domingo Gómez-Acedo Villanueva (Bilbao, Vizcaya, 6 de junio de 1898 - Guecho, Vizcaya, 14 de septiembre de 1980), conocido en el mundo del fútbol como Acedo (no confundir con su hermano Aquilino, jugador del Athletic Club que jugó el partido inaugural del campo de San Mamés el 21 de agosto de 1913), fue un futbolista internacional español. Jugó de extremo izquierdo y su primer y único equipo fue el Athletic Club. 
Acedo fue uno de los jugadores más importantes de la época amateur del Athletic Club, compartiendo equipo con mitos como Pichichi o José María Belauste. Es el jugador más joven en debutar y marcar con el Athletic Club, al hacerlo con 16 años, 4 meses y 12 días, y el más joven en marcar en una final de Copa, hecho que logró con 17 años y 335 días en un triunfo ante el Madrid CF (4-0).
Por otro lado, fue integrante de la selección de fútbol de España que obtuvo la medalla de plata en los Juegos Olímpicos de Amberes 1920 y uno de los 11 jugadores que disputaron el primer partido de la historia de esta selección.

## Biografía
Nació el 6 de junio de 1898 en Bilbao, hijo de una familia propetaria de la ebanistería del número 3 de la calle Rivera junto a la ría de Bilbao. Como dato anecdótico, su hermana Mercedes se casó con el entonces periodista nacionalista vasco Manuel Aznar, redactor del diario Euzkadi del Partido Nacionalista Vasco, y que posteriormente, tras la muerte de su primera esposa, sería abuelo del que años más tarde fue elegido presidente del Gobierno español: José María Aznar. Según el dirigente socialista Indalecio Prieto, las relaciones de Acedo con el bando sublevado salvaron a su cuñado Manuel Aznar de ser fusilado durante la Guerra Civil.
Acedo comenzó su carrera como futbolista muy joven. Con sólo 15 años de edad entró a formar parte de la primera plantilla del Athletic Club, club al que dedicaría toda su vida deportiva. Era la temporada 1913-14. Debutó con el Athletic en la temporada siguiente, el 18 de octubre de 1914, cuando contaba con 16 años, 4 meses y 12 días de edad. Su partido de debut, en el que marcó un gol, fue contra el Arin Sport en el Campeonato Regional.
Acedo militó 14 temporadas en el Athletic, jugando con los Leones entre 1913 y 1929, con una pausa de dos temporadas en las que no jugó. Acedo vistió la camisola rojiblanca en 111 partidos (una cifra muy alta para la época) y marcó 15 goles con el Athletic. Ganó 5 títulos de Campeón de España y 9 del Campeonato Regional de Vizcaya. Aunque no jugó en las finales de Copa de 1914 y 1915 (los dos primeros títulos que ganó), sí lo hizo en la de final de 1916 en la que, sin haber cumplido todavía los 18 años de edad, marcó un gran gol que abrió la goleada (4-0) que endosó el Athletic al Madrid F.C.. Más tarde disputó la final de 1920 (el Athletic perdió) y las de 1921 (marcó 2 goles) y 1923, en las que los bilbaínos se alzaron con el título.  
En 1929, la misma temporada que se inició la Liga española, Acedo decidió retirarse del fútbol antes de debutar en la competición liguera. No volvemos a tener noticias de él hasta los inicios de la guerra civil. Un consejo de guerra, que le condenó por chantaje, le ubica en la población riojana de Haro actuando como "agente honorario" de la FET durante la contienda. Tanto Indalecio Prieto como su excompañero de la selección de fútbol Perico Escobal le acusaron de encabezar una partida de asesinos que se dedicó a matar republicanos, relatando Escobal que solía apostar con los miembros de su grupo por qué parte del cuerpo le saldría al ejecutado la bala.
Falleció el 14 de septiembre de 1980, en Guecho, a los 82 años de edad.

## Selección nacional
Acedo fue uno de los integrantes del primer combinado español de la historia, el que disputó los Juegos Olímpicos de Amberes en 1920, donde logró la medalla de plata. Con la selección española disputó 4 partidos de aquel campeonato, incluyendo el partido de debut, disputado el 28 de agosto de 1920 en Bruselas, en el que España derrotó a Dinamarca por 1-0; por lo que Acedo fue uno de los jugadores del primer once de la historia de la selección española de fútbol. Jugó todos los partidos del torneo, menos el cuarto. En el tercer partido del torneo contra Suecia (el de la famosa anécdota de la Furía Española) fue el autor del gol de la victoria.
Siguió jugando partidos amistosos con la selección española de forma regular hasta 1924, cuando jugó su último partido internacional. Jugó un total de 11 partidos y marcó 1 gol.
Estuvo inicialmente convocado para los Juegos Olímpicos de París 1924, pero fue sustituido a última hora por el gallego Herminio Martínez.

### Participaciones en Juegos Olímpicos
| Juegos Olímpicos         | Sede    | Resultado        |
| ------------------------ | ------- | ---------------- |
| Juegos Olímpicos de 1920 | Amberes | Medalla de plata |

## Clubes
| Club          | País   | Año       |
| ------------- | ------ | --------- |
| Athletic Club | España | 1913-1929 |

## Palmarés

### Campeonatos regionales
| Título                         | Club          | País   | Año  |
| ------------------------------ | ------------- | ------ | ---- |
| Campeonato del Norte           | Athletic Club | España | 1914 |
| Campeonato del Norte           | Athletic Club | España | 1915 |
| Campeonato del Norte           | Athletic Club | España | 1916 |
| Campeonato del Norte           | Athletic Club | España | 1920 |
| Campeonato del Norte           | Athletic Club | España | 1921 |
| Campeonato Regional de Vizcaya | Athletic Club | España | 1923 |
| Campeonato Regional de Vizcaya | Athletic Club | España | 1924 |
| Campeonato Regional de Vizcaya | Athletic Club | España | 1929 |

### Campeonatos nacionales
| Título       | Club          | País   | Año  |
| ------------ | ------------- | ------ | ---- |
| Copa del Rey | Athletic Club | España | 1914 |
| Copa del Rey | Athletic Club | España | 1915 |
| Copa del Rey | Athletic Club | España | 1916 |
| Copa del Rey | Athletic Club | España | 1921 |
| Copa del Rey | Athletic Club | España | 1923 |

### Torneos internacionales
| Título           | Club               | País   | Año  |
| ---------------- | ------------------ | ------ | ---- |
| Medalla de plata | Selección olímpica | España | 1920 |